# Apikal
Apikal innebär att något sker "från toppen". Det kan exempelvis vara ett ljud med tungspetsen, en så kallad apikal konsonant.
Ordet är vanligt inom anatomi och växtfysiologi. Exempelvis att en växt växer apikalt, alltså från toppen.